# Апенвајер
Апенвајер (њем. Appenweier) општина је у њемачкој савезној држави Баден-Виртемберг. Једно је од 51 општинског средишта округа Ортенау. Према процјени из 2010. у општини је живјело 9.829 становника. Посједује регионалну шифру (AGS) 8317005, NUTS (DE134) и LOCODE (DE APW) код.

## Географија
Апенвајер се налази у савезној држави Баден-Виртемберг у округу Ортенау. Општина се налази на надморској висини од 152 метра. Површина општине износи 38,0 km². У самом мјесту је, према процјени из 2010. године, живјело 9.829 становника. Просјечна густина становништва износи 258 становника/km².